# Верхний Жёрновец
Верхний Жёрновец — деревня в Покровском районе Орловской области России.
Входит в состав Верхнежёрновского сельского поселения.

## География
Расположена восточнее деревни Шалимовка, с которой соединена просёлочной дорогой. На территории деревни Верхний Жёрновец протекает несколько ручьёв, впадающих в реку Жерновец.

### Улицы
- ул. Гагарина
- ул. Первомайская
- ул. Садовая
- пер. Луговой

## История
В 1880-е годы в селе Верхний Жёрновец была построена деревянная Смоленская (Вознесенская) церковь, простоявшая до 1930-х годов. Сруб уничтоженной церкви был использован при строительстве местной школы. В настоящее время рядом с деревней находится Святой источник в честь Пресвятой Богородицы «Смоленская».
Во время Великой Отечественной войны село лишь около месяца находилось в оккупации, а в конце декабря 1941 года было освобождено частями 132-й стрелковой дивизии Красной армии. Более года в Верхнем Жёрновце находились штабы фронтовых частей. В братской могиле похоронены советские солдаты, погибшие при освобождении села и во время боёв местного значения в 1942 году.

## Население
| 2002 | 2010 |
| ---- | ---- |
| 169  | ↘133 |